# Hälsinglands fornminnessällskap
Hälsinglands fornminnessällskap grundades 1859 av Lars Landgren, då präst i Delsbo pastorat.
Initialt fokuserade föreningen på de för fornminnessälskapen vanliga uppgifterna att samla in och bevara fornlämningar samt dokumentera lokala dialekter. Ett annat tidigt uppdrag var att restaurera Enångers gamla kyrka och förbereda denna för att husera från landskapet insamlade kyrkliga historiska föremål. Föreningen kom under Kungliga Vitterhets Historie och Antikvitets Akademiens beskydd. Vid sekelskiftet 1900 hade föreningen även börjat samla in och bevara gamla allmogeföremål, med tonvikt på de äldsta och bäst dekorerade föremålen. Samtidigt som samlingarna av dessa allmogeföremål tilltog under första hälften av 1900-talet ökade också intresset bland allmänheten att bevittna föremålen. Under 1910-talet hade föreningen köpt en stuga med dekorativt interiörmåleri med planer på att grunda ett friluftsmuseum.